# Tomás Vío
Tomás Vío (Santa Fe, 25 luglio 1921 – 5 dicembre 2001) è stato un cestista argentino.

## Carriera
Con l'Argentina ha disputato le Olimpiadi del 1948 e tre edizioni dei Campionati sudamericani (1942, 1945, 1947).